# St. Thomas an der Kyll

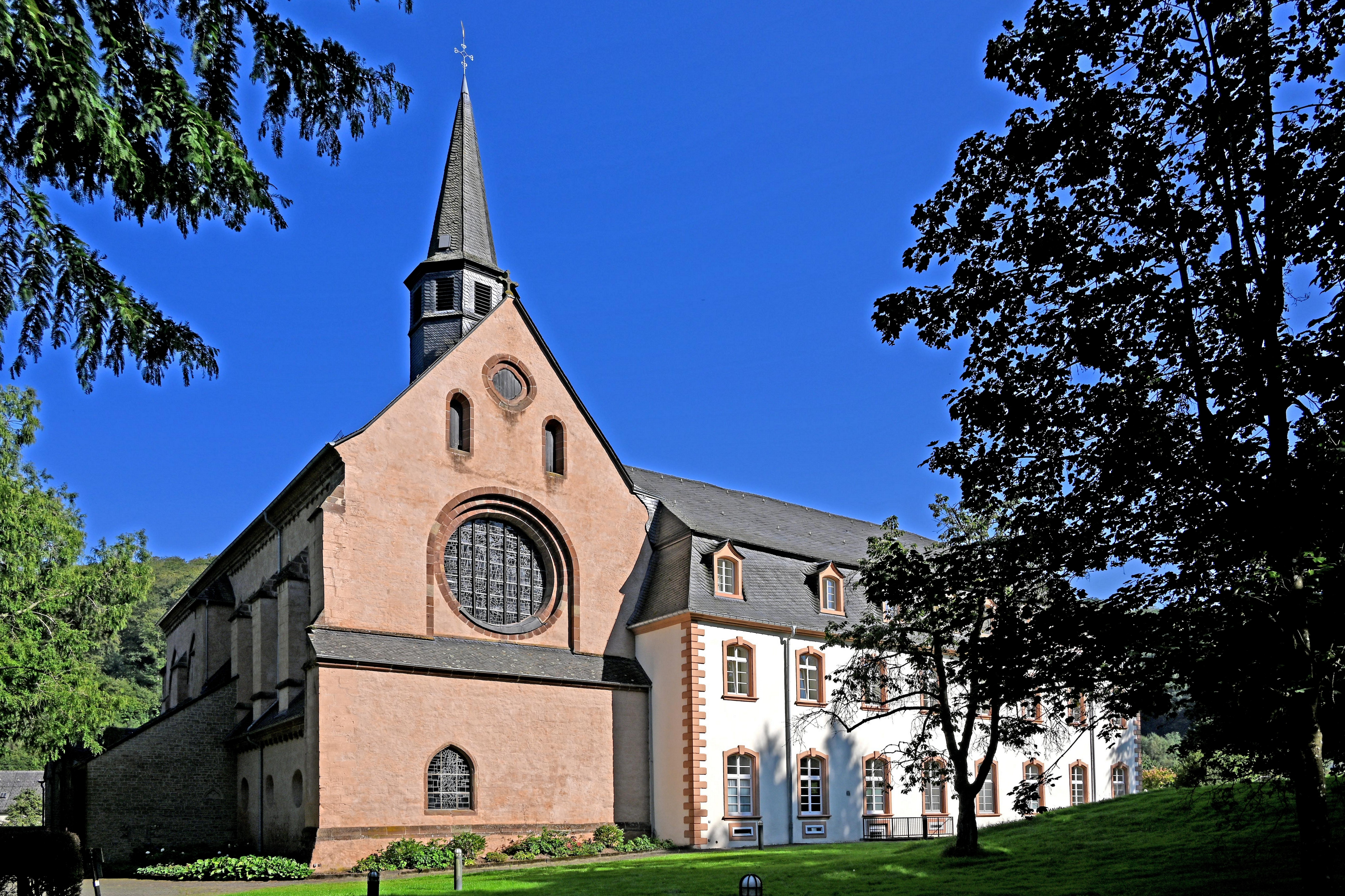
Sankt Thomas an der Kyll

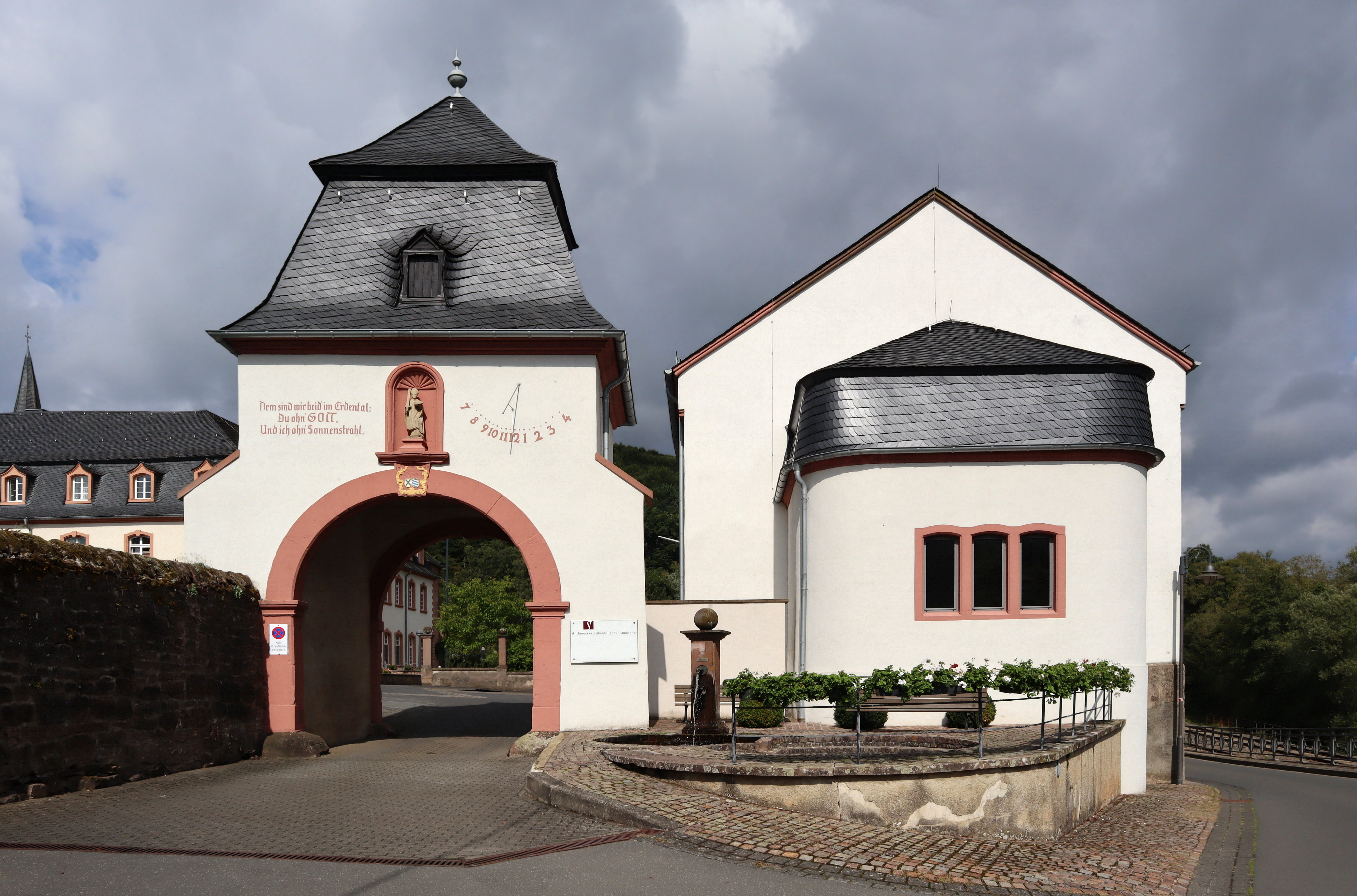
Toreinfahrt (1769)

Das ehemalige Zisterzienserinnenkloster Sankt Thomas an der Kyll in Sankt Thomas, einer Gemeinde im Eifelkreis Bitburg-Prüm in Rheinland-Pfalz, wurde Ende des 12. Jahrhunderts zu Ehren von Thomas Becket gegründet. Ort und Kloster tragen den Namen des Erzbischofs von Canterbury, der unter König Heinrich II. von England Lordkanzler war und der nach seiner Ermordung im Jahr 1170 in der Kathedrale von Canterbury durch Papst Alexander III. heiliggesprochen wurde. Die Kirche wurde gegen Ende des 12. und zu Beginn des 13. Jahrhunderts mit Stilelementen der späten Romanik und der frühen Gotik errichtet.

## Geschichte

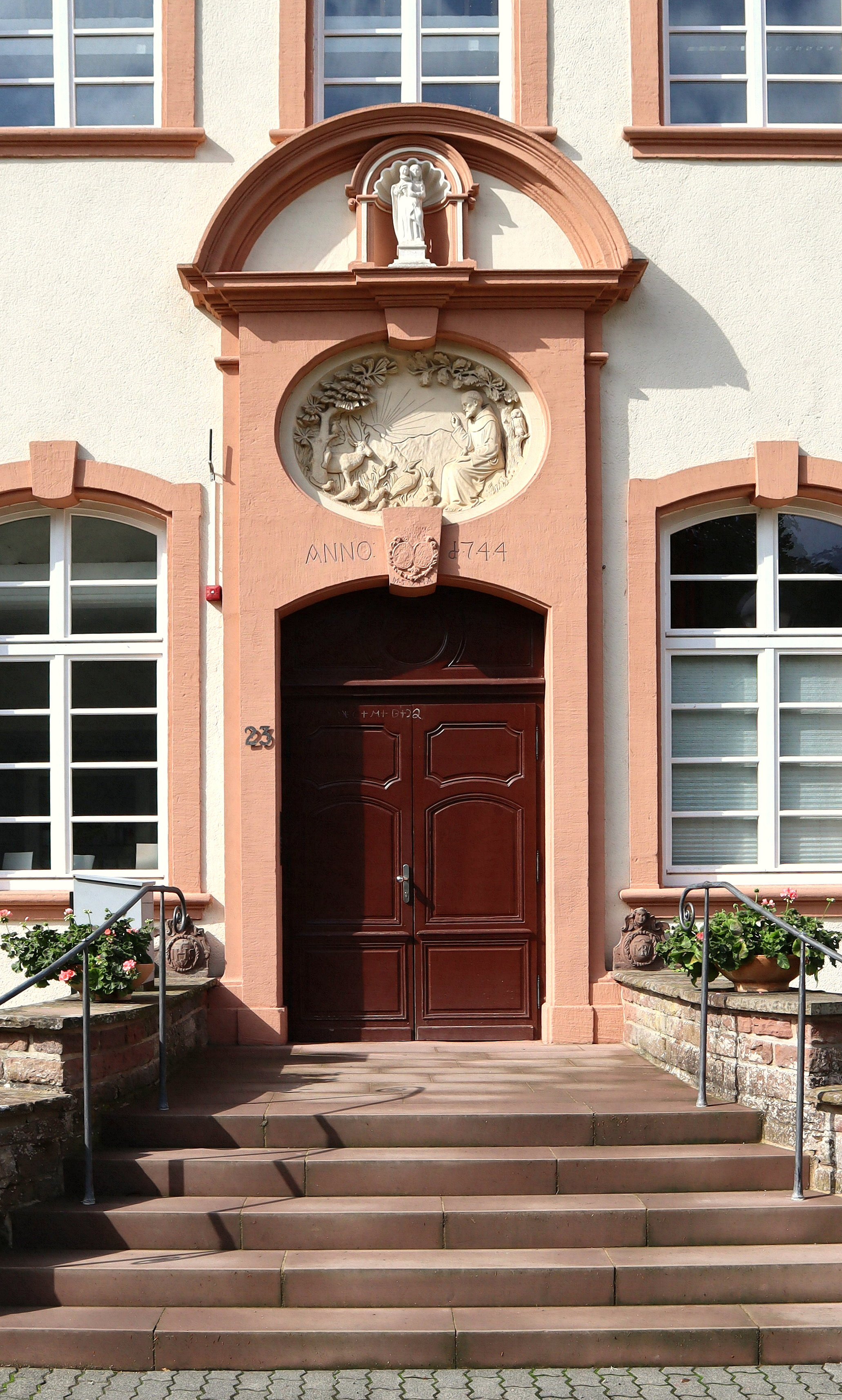
Portal des Klostergebäudes von 1744

Vermutlich kurz nach der Heiligsprechung von Thomas von Canterbury im Jahr 1173 ließ der Ritter Ludwig von Deudesfeld an der Stelle der heutigen Klostergebäude eine Kapelle errichten, die vom Trierer Erzbischof Arnold I. geweiht wurde. In dieser Kapelle sollte die kostbare Reliquie aufbewahrt werden, die Ludwig von Deudesfeld von einer Wallfahrt zum Grab von Thomas Becket aus Canterbury mitgebracht hatte. Als eine der frühen Verehrungsstätten des als Märtyrer verehrten Heiligen wurde die Kapelle selbst zum Ziel von Wallfahrten und man sprach der Reliquie Wunderheilungen zu.
Im Anschluss an den Kapellenbau gründete Ludwig von Deudesfeld ein adeliges Frauenkloster „zu Ehren der Jungfrau Maria und des hl. Thomas Becket“. Aus einer Urkunde aus dem Jahr 1185 geht hervor, dass er und seine Gemahlin Ida dem Kloster größere Ländereien schenkten. Eine ihrer Töchter, Elisabeth, wurde die erste Äbtissin. Seelsorgerisch wurde das Frauenkloster von der Abtei Himmerod betreut. In der Schenkungsurkunde wird auch der Himmeroder Mönch Isenbard als Baumeister der Kapelle erwähnt. 1188 war die Zahl der Nonnen so stark angestiegen, dass ein großer Teil das Kloster verließ und in Hoven bei Zülpich eine neue Niederlassung gründete. Nach einer weiteren Schenkung durch den Sohn von Ludwig von Deudesfeld wurde mit dem Bau eines größeren Klosters und der heutigen Kirche begonnen.
Wie aus den beiden Inschriften („A 1222 CONSECRATA EST ECCLESIA“) am Süd- und Nordpfeiler des Triumphbogens hervorgeht, wurde die Kirche im Jahr 1222 geweiht. 1742 brannten die Klostergebäude mit dem Kirchendach ab. Sie wurden unter der Äbtissin Maria Theresia von Meuthen wieder aufgebaut, wie die Jahreszahl 1744 über dem Portal belegt.
Nach der französischen Eroberung des linken Rheinufers wurde das Nonnenkloster 1802 säkularisiert und die Gebäude wurden versteigert. Die Kirche wurde zunächst Filialkirche der Pfarrei Kyllburg. 1847 erwarb der preußische Staat das Klostergebäude, 1852 überließ er es dem Bistum Trier, das es als Demeritenhaus nutzte. Diese „Einrichtung für die innere Erneuerung von Geistlichen“ war eine Disziplinarstrafanstalt, ein Priestergefängnis, in dem  Geistliche die gegen sie verhängten Freiheitsstrafen verbüßten. 1910 erwarb der Franziskanerorden das Kloster und die Kirche. Die Franziskaner, die bis 1942 das Kloster innehatten, ließen alte Bauten abreißen und neue errichten. Die Kirche wurde wieder instand gesetzt und das Dach neu gedeckt. Nach dem Zweiten Weltkrieg diente die Anlage ab 1946 als bischöfliches Priesterhaus und später als katholische Landvolksschule.

## Heutige Nutzung
Seit 2006 befindet sich auf dem Gelände das Exerzitienhaus des Bistums Trier. Die Gebäude wurden zuletzt 2007 renoviert und bieten nun Platz für 72 Betten in 54 Gästezimmern sowie sieben Gruppenräume für die spirituelle Arbeit. Leiter der Einrichtung ist derzeit Pater Christoph Mingers OFM. Zu den Veranstaltungen des Exerzitienhauses, dessen Angebote sich an Laien wie an Geistliche richten, zählen klassische Exerzitien ebenso wie Kurzexerzitien, spezielle Angebote nur für Männer oder für Führungskräfte, Veranstaltungen zu Spiritualität und Alltagsbewältigung. Der Kreuzgang des alten Klostergebäudes wird darüber hinaus gelegentlich für öffentlich zugängliche Kunstausstellungen genutzt.

## Klosterkirche
Die Kirche ist ein einschiffiger Saalbau mit einer Nonnenempore im Westen, die fast die Hälfte des Langhauses einnimmt. Der zweischiffige Raum unter der Empore gilt als der älteste Teil der Kirche. Er war für die Laien bestimmt und ursprünglich mit Eisengittern abgeschlossen. Die den breiten Wandpfeilern vorgestellten Säulen sind mit Kelch- und Knospenkapitellen skulptiert. In der zweiten Hälfte des 19. Jahrhunderts verlegte man in diesen Laienraum Grabplatten aus dem Kirchenschiff, weshalb er fälschlich auch als Krypta bezeichnet wird. Er ist in vier Joche gegliedert und wie die drei östlichen Joche des Langhauses mit Kreuzgratgewölben gedeckt. Diese werden von breiten spitzbogigen Gurtbögen verstärkt, die auf kräftigen Pilastern mit mehrfach profilierten Konsolen aufliegen. Der Obergaden ist von Rosetten mit sechsteiligem Maßwerk durchbrochen. Im Osten schließt sich eine polygonale Apsis an. 1988 wurde die der Originalausmalung entsprechende farbliche Ausgestaltung wieder hergestellt.

## Ausstattung
- Von der originalen Ausstattung ist die romanische Hochaltarmensa erhalten. Sie ist vorne und an den Seiten mit Kassetten verziert. An ihrer Rückseite sind vier Säulen angebracht, die ähnliche Kapitelle aufweisen wie die Säulen des Laienraumes.
- Das Hängekreuz über dem Altar wird in die erste Hälfte des 14. Jahrhunderts datiert.
- Der Bernhardsaltar wurde 1988 aus restaurierten Fragmenten aus dem 17. Jahrhundert wieder zusammengesetzt. Das zentrale Relief stellt den heiligen Bernhard von Clairvaux dar, wie er vor Maria kniet. Auf der oberen Szene umarmt er den gekreuzigten Christus.
- Die 1634 geschaffene, mit Wappenreliefs verzierte Kanzel steht heute als Lesepult vor dem Chor.
- Im Vorraum, im Chor und unter der Nonnenempore befinden sich zahlreiche Grabplatten von Äbtissinnen, Geistlichen und Wohltätern des Klosters.

Klosterkirche St. Thomas
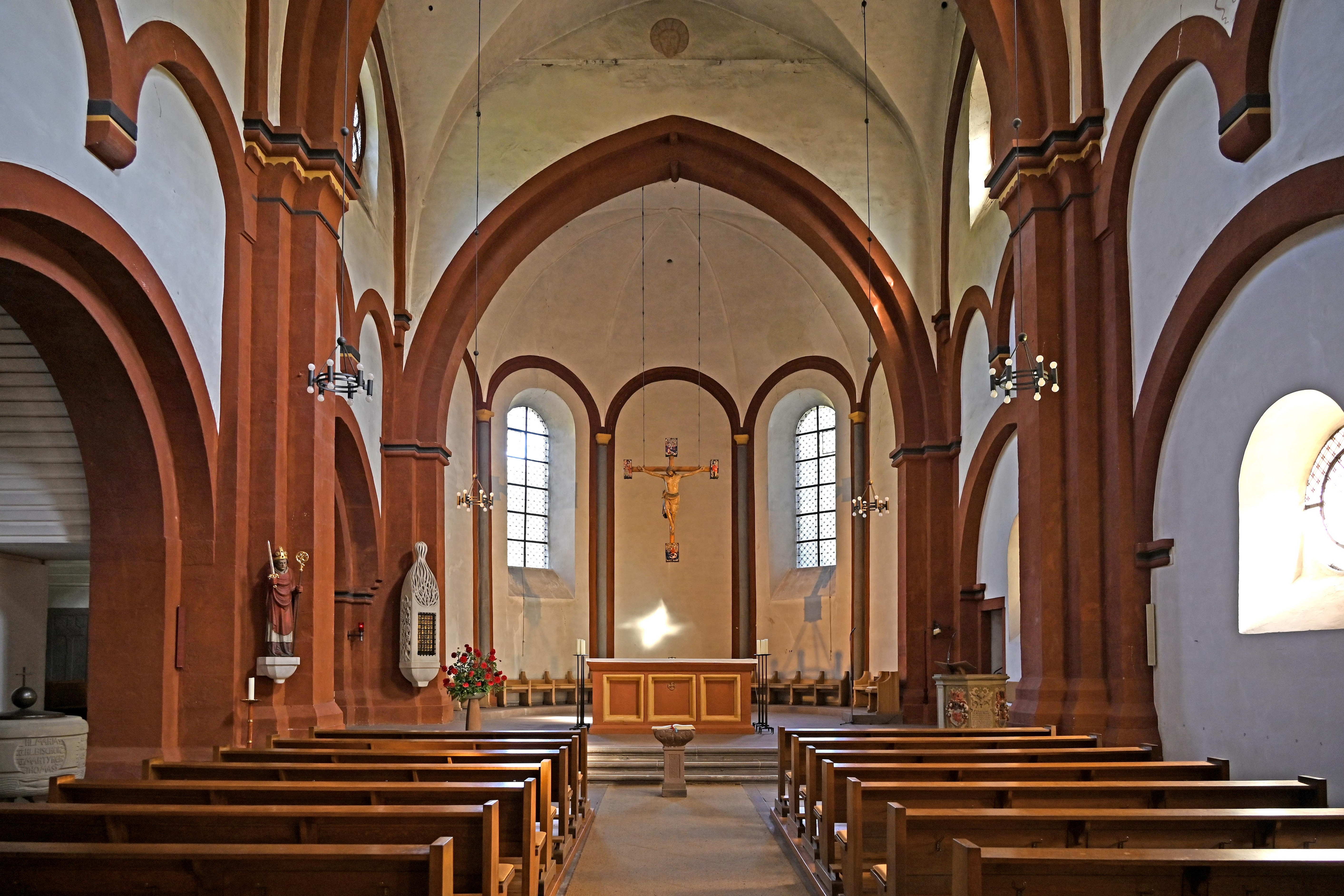
Innenraum
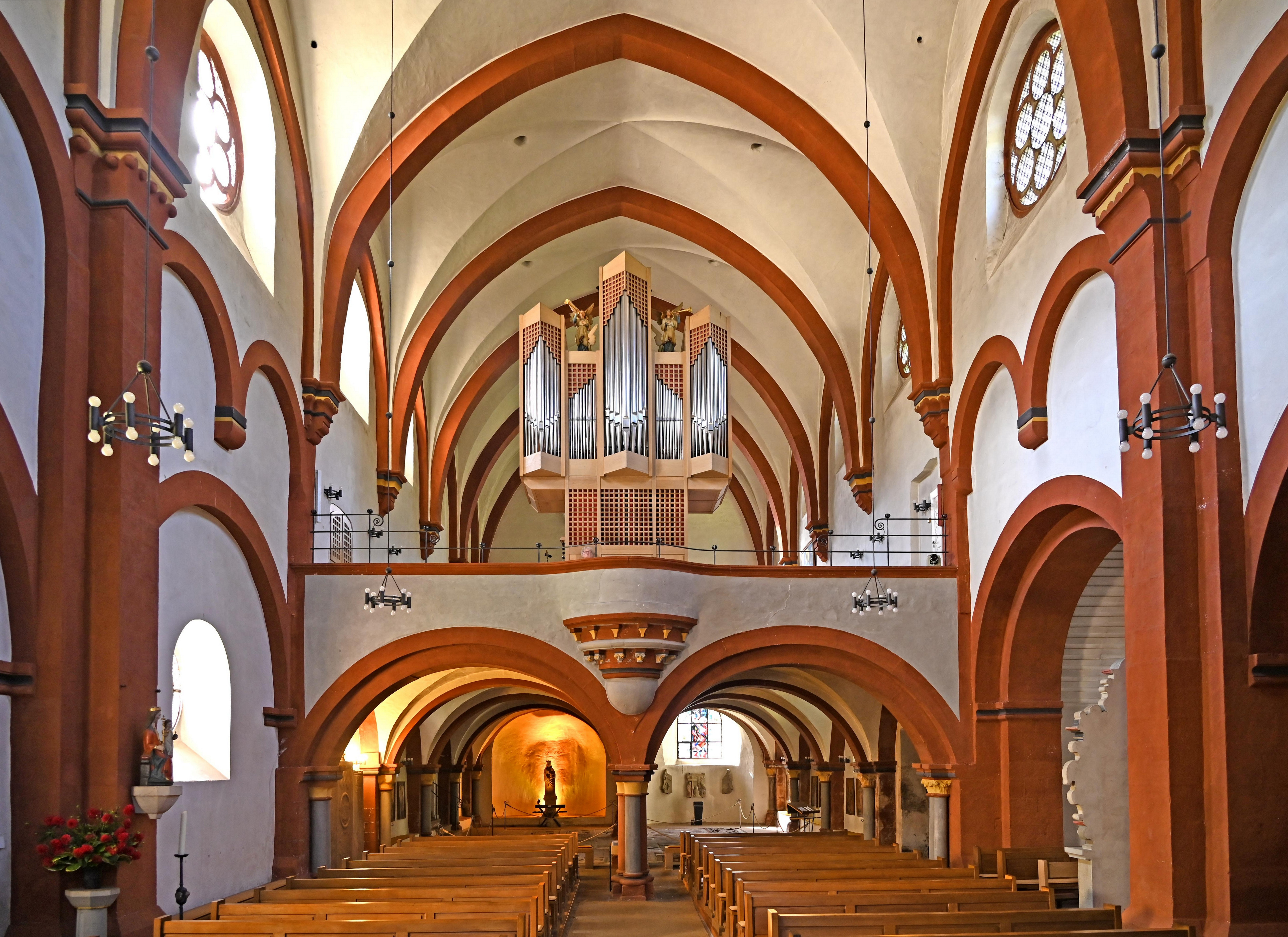
Nonnenempore
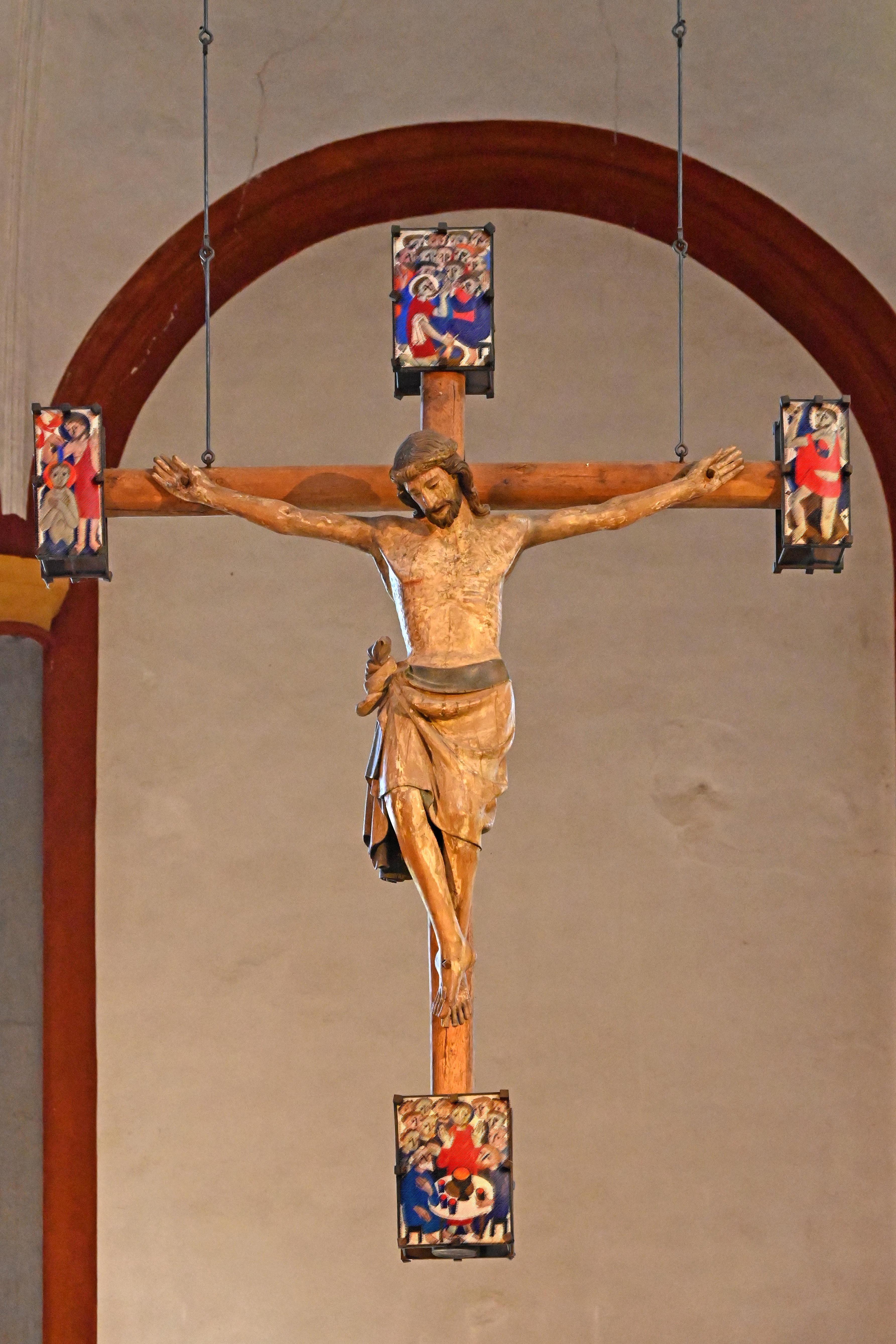
Kruzifix (14. Jh.)
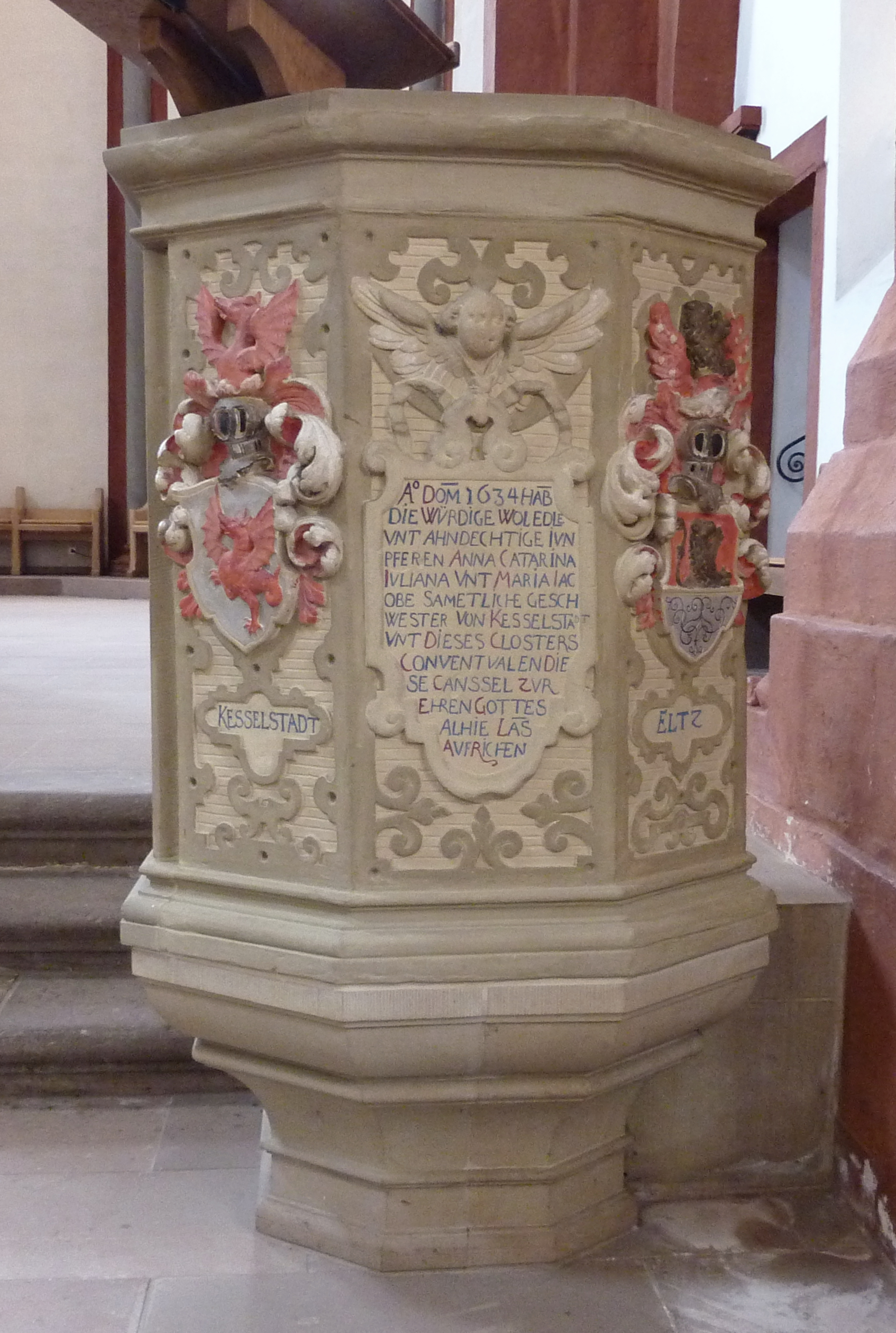
Steinkanzel(1634)
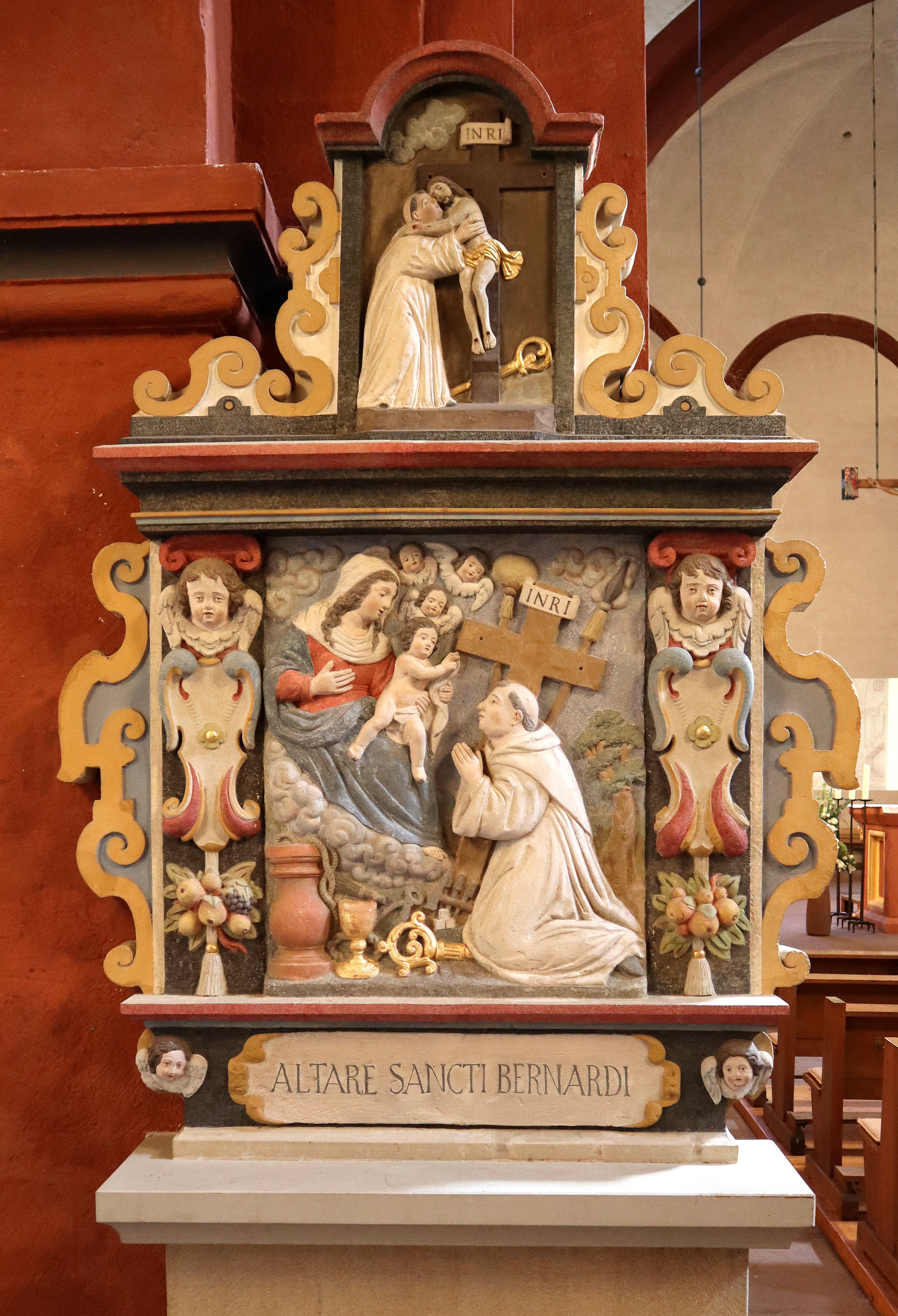
Bernhardaltar
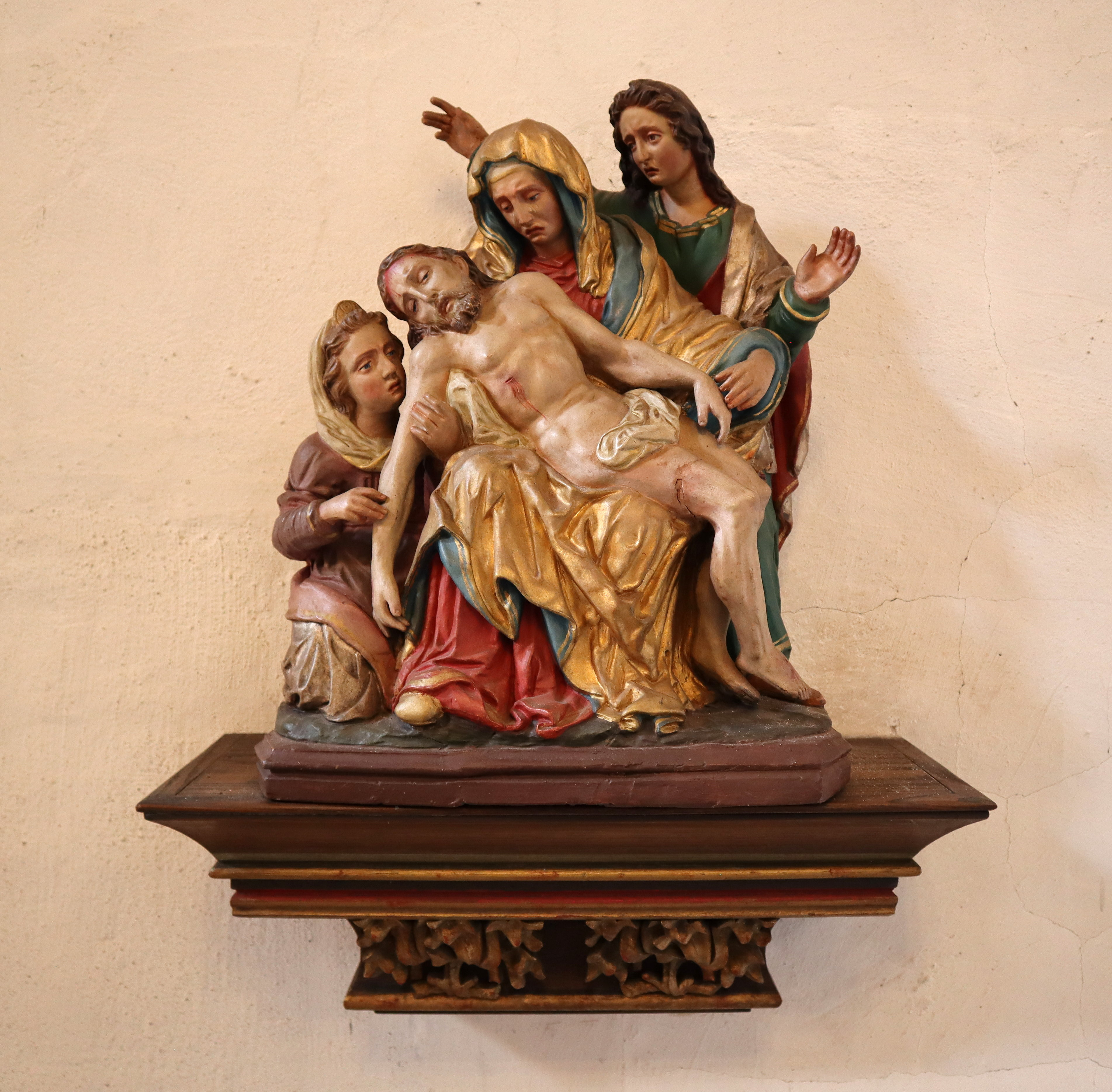
Skulptur der Pietà
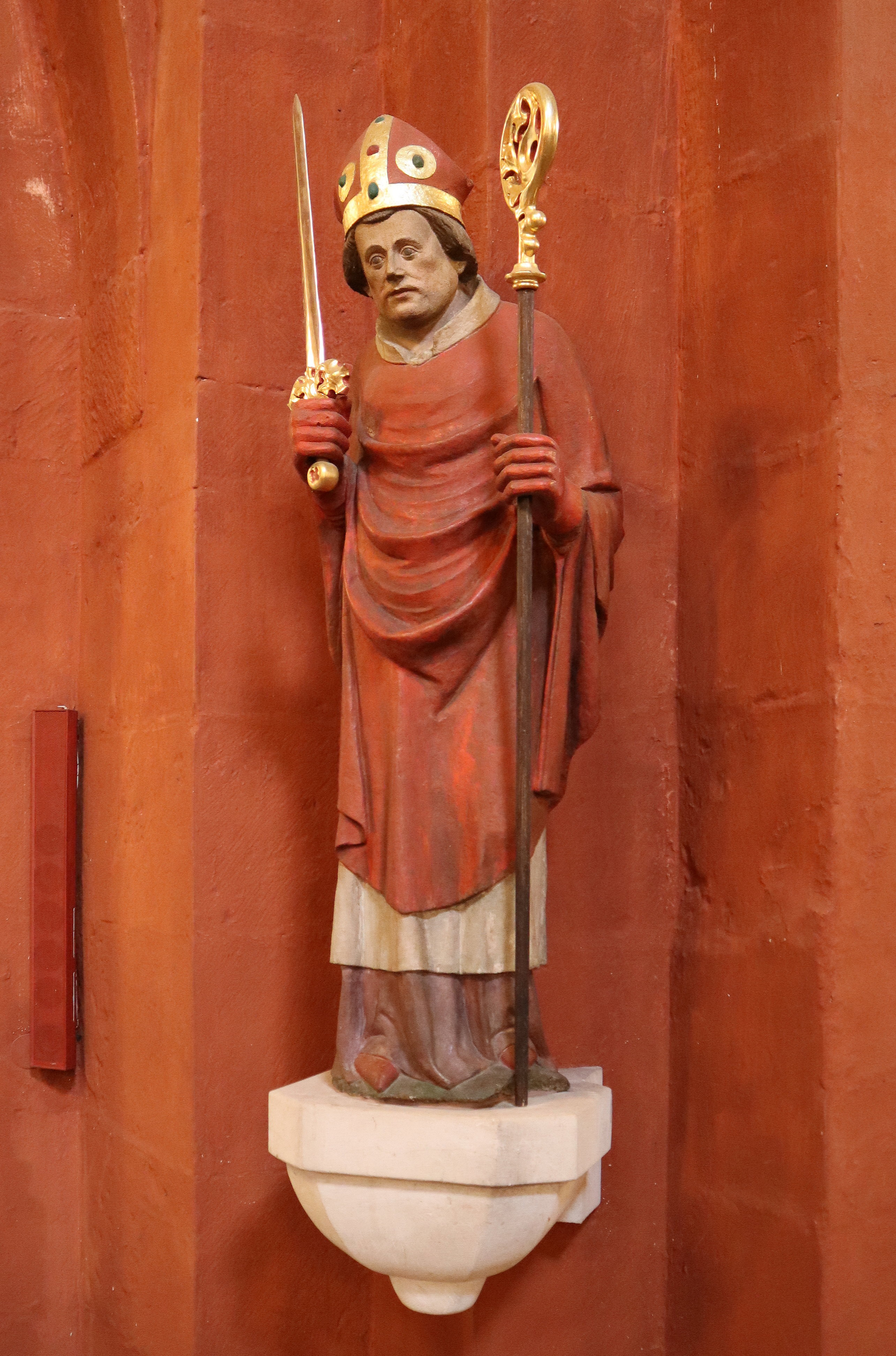
Statue Thomas Becket
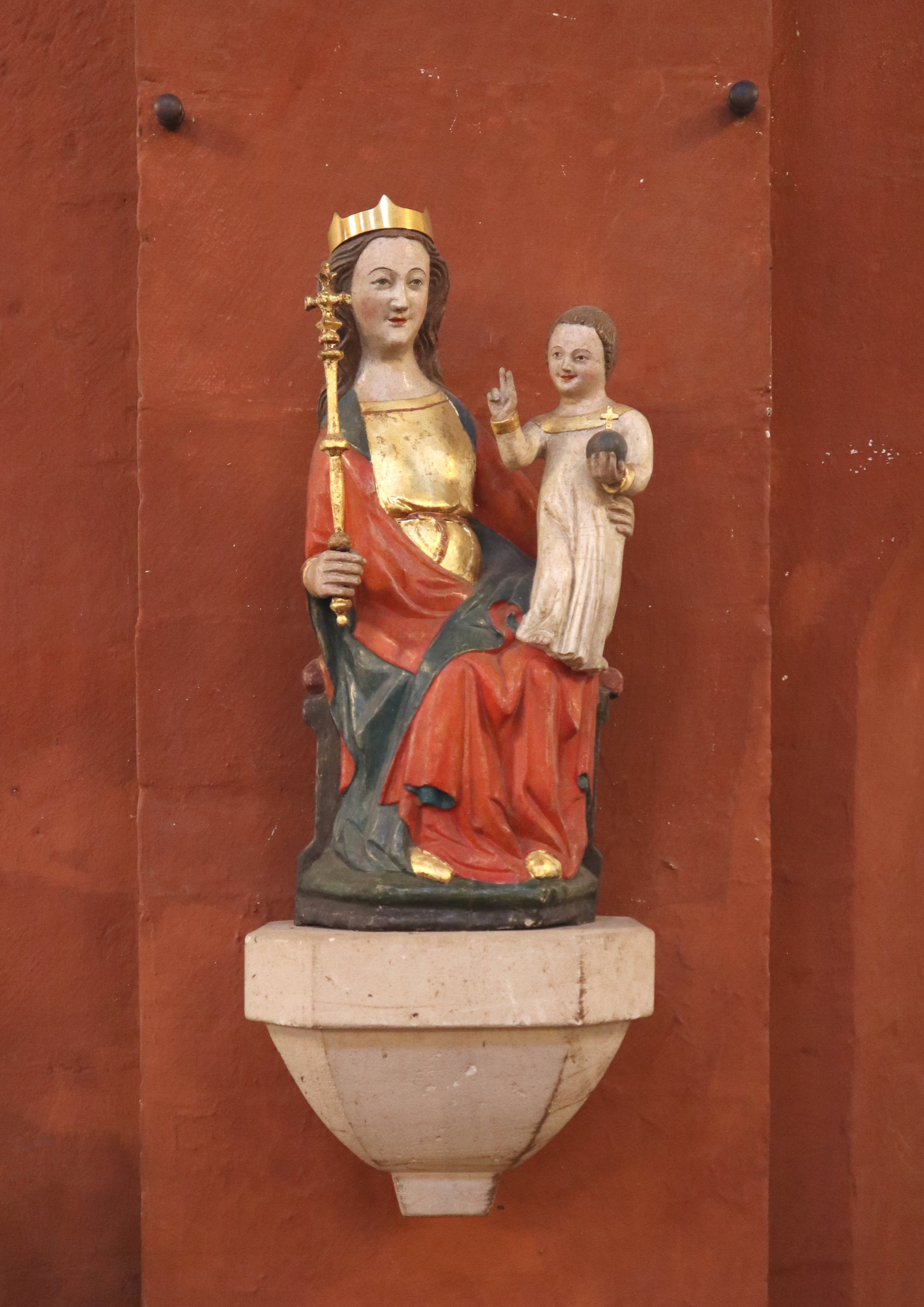
Statue der Madonna mit Jesuskind
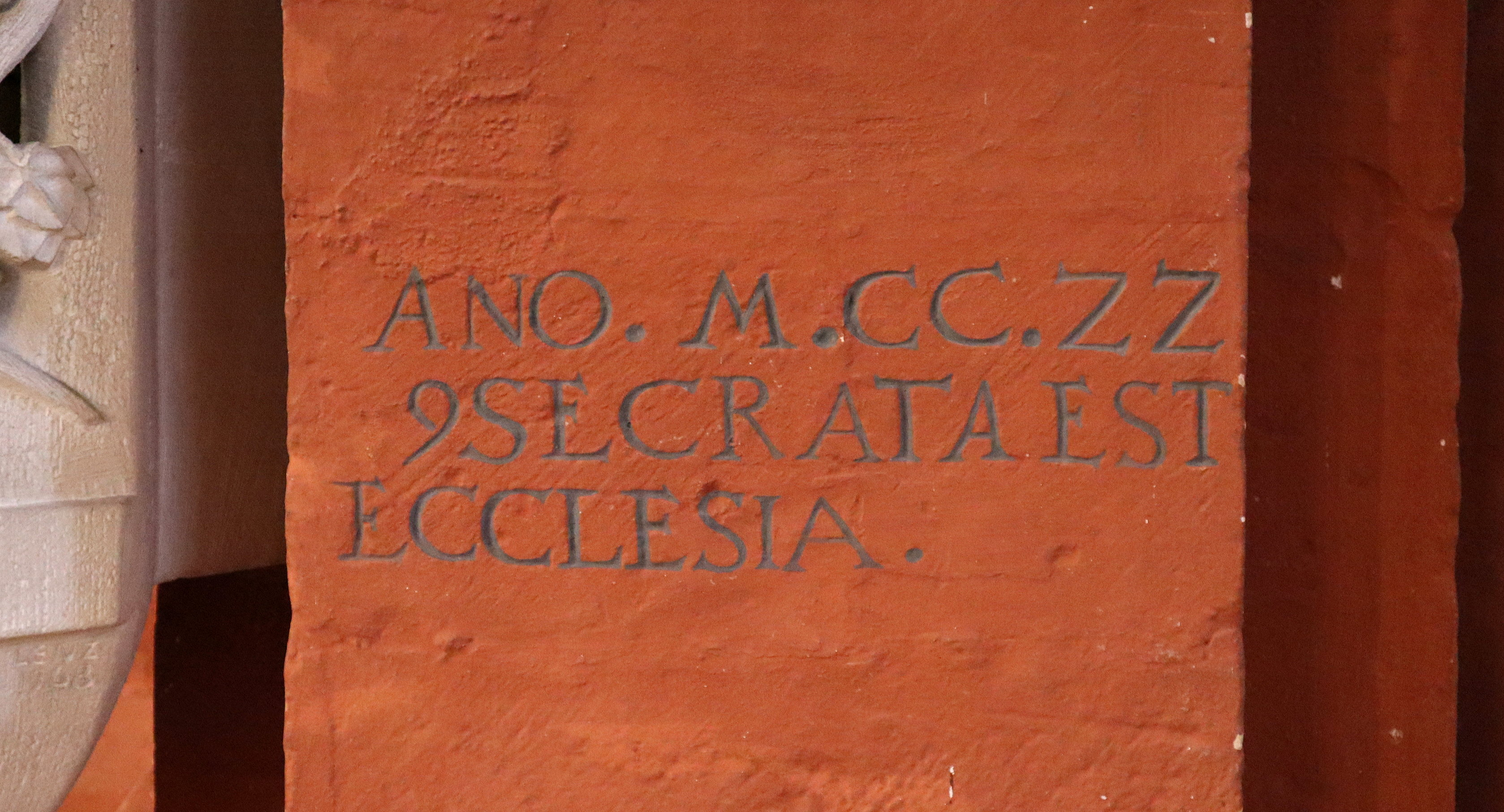
Weihinschrift: 1222

## Orgel

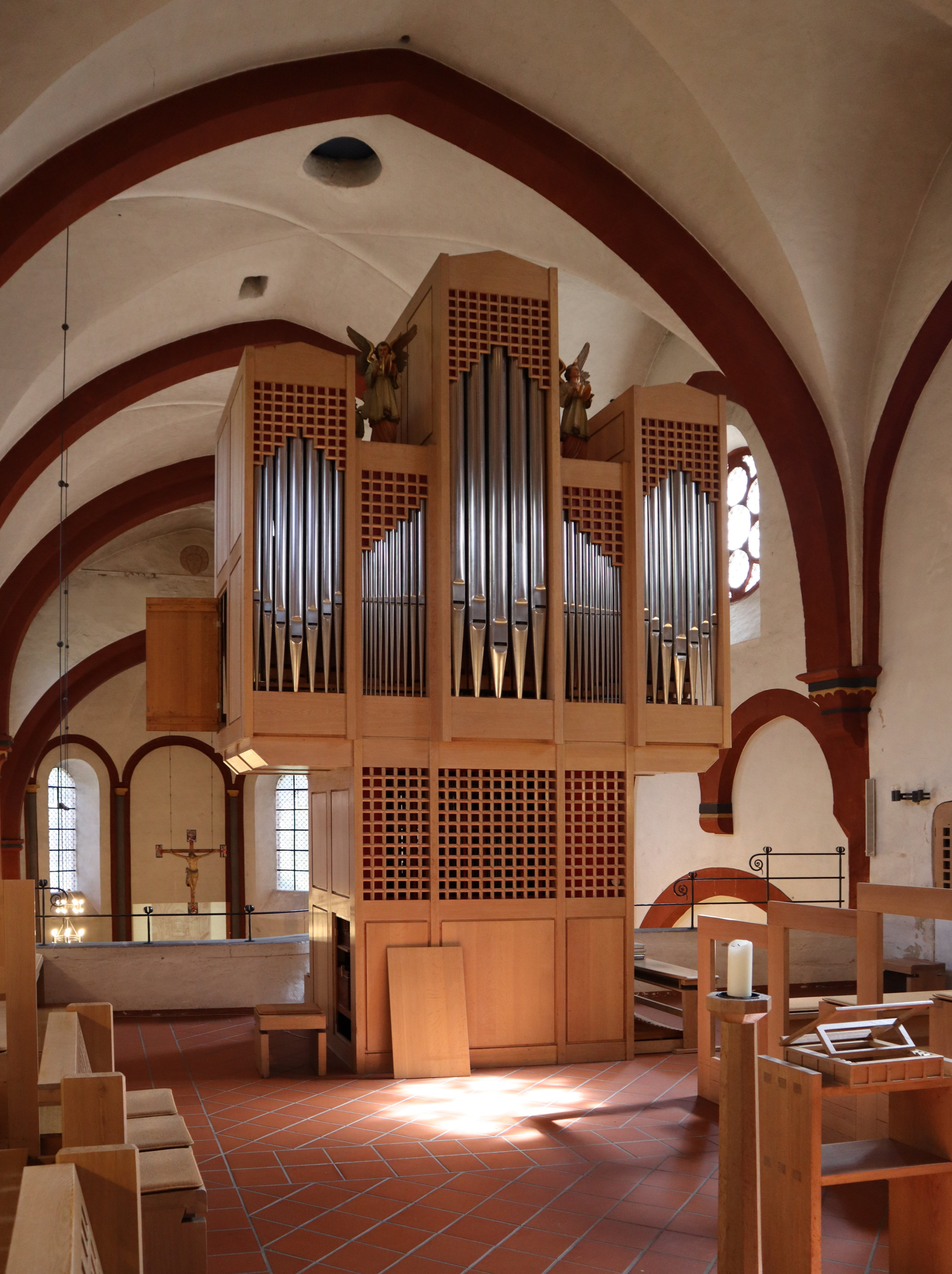
Die Orgel

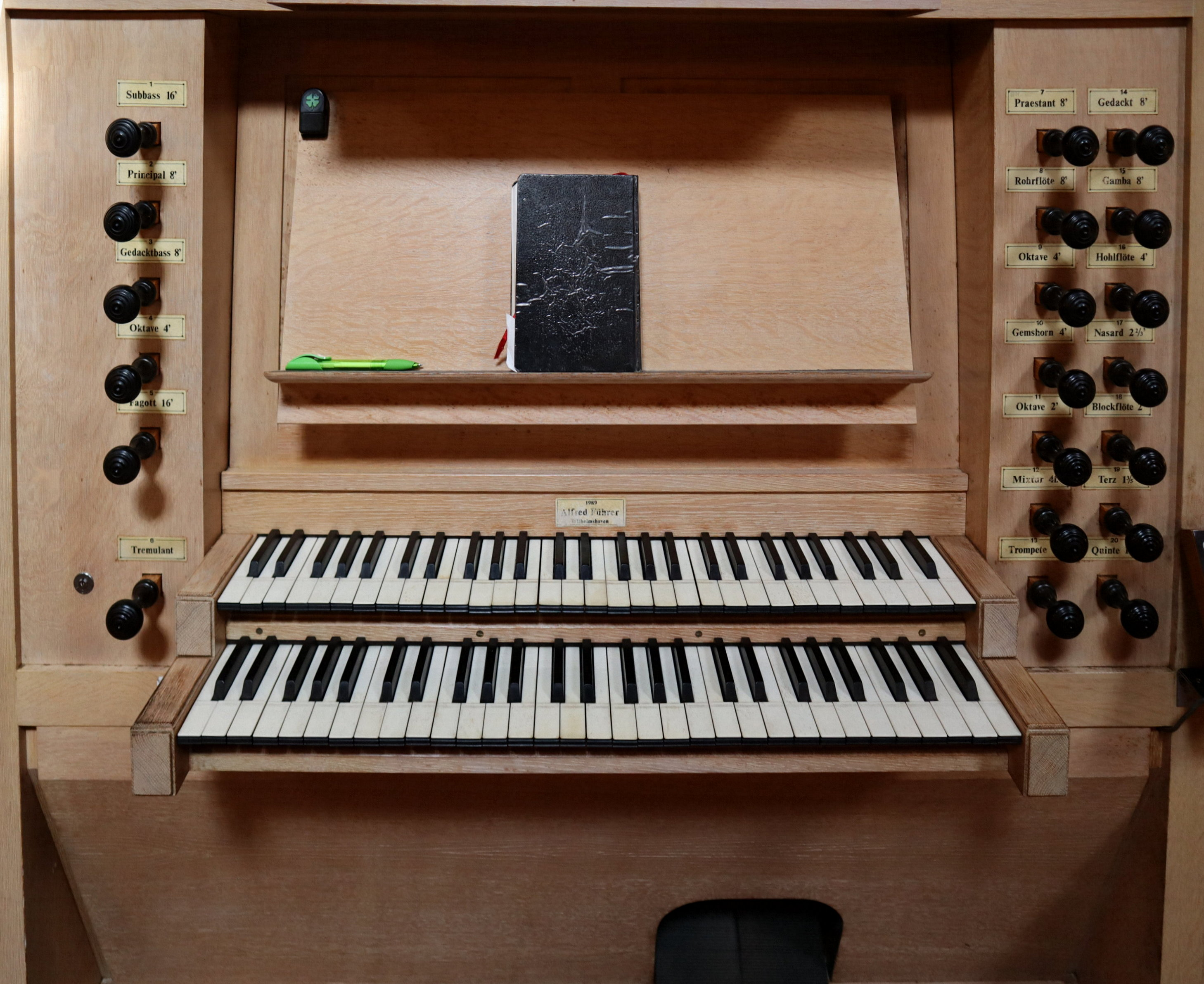
Spieltisch

Die Orgel der ehemaligen Klosterkirche wurde von der Orgelbaufirma Alfred Führer 1989 gebaut und hat die folgende Disposition:
| I Unterwerk C– |        |
| Gedackt        | 8′     |
| Gamba          | 8′     |
| Hohlflöte      | 4′     |
| Nasard         | 2 ⁄3′  |
| Blockflöte     | 2′     |
| Terz           | 1 3⁄5′ |
| Quinte         | 1 ⁄3′  |

| II Hauptwerk C– |    |
| Praestant       | 8′ |
| Rohrflöte       | 8′ |
| Oktave          | 4′ |
| Gemshorn        | 4′ |
| Oktave          | 2′ |
| Mixtur IV       |    |
| Trompete        | 8′ |

| Pedal C–      |     |
| Subbass       | 16′ |
| Prinzipalbass | 8′  |
| Gedacktbass   | 8′  |
| Oktave        | 4′  |
| Fagott        | 16′ |

- Koppeln: I/II,  I/P, II/P
- Tremulant